# کانادا در المپیک تابستانی ۱۹۸۴
کانادا در بازی‌های المپیک تابستانی ۱۹۸۴ که در شهر لس آنجلس برگزار شد، کاروان کانادا با ۴۰۷ ورزشکار در این رقابت‌ها شرکت کرد و موفق به کسب ۴۴ مدال (۱۰ طلا، ۱۸ نقره، ۱۶ برنز) شد. در جدول رتبه‌بندی توزیع مدال‌ها، کانادا در ردهٔ ۶ مسابقات قرار گرفت.